# Manual de biografía y de bibliografía de los escritores españoles del siglo XIX
El Manual de biografía y de bibliografía de los escritores españoles del siglo XIX es un diccionario biográfico y bibliográfico, obra de Manuel Ovilo y Otero, publicado por primera vez en 1859, en dos tomos.

## Descripción
La obra, dividida en dos tomos, contiene un total de 184 biografías, que van desde Antonio Joaquín Afán de Ribera hasta Plácido Jove y Hevia en el primer tomo y desde Patricio de la Escosura hasta José María de Zuaznávar y Francia en el segundo. Se publicó por primera vez en 1859, en la Librería de Rosa y Bouret. El autor, que considera que los estudios biográfico-bibliográficos son «indispensables» para progresar, se refiere en el prólogo al primer tomo, firmado en París el 31 de agosto de 1859, a los objetivos de la obra y al proceso que dio lugar a su nacimiento:

«[...] sin otras aspiraciones que las de dar á conocer nuestra literatura contemporánea en los países extranjeros, donde hasta hace pocos años era muy inexacta la idea de ella formada, y en particular de acrecer su popularidad en los países americanos, donde se habla la hermosa lengua de Cervantes, y en los que son leidas con avidez la mayor parte de las obras que citamos, hemos aprovechado nuestra residencia en la capital de Francia para coleccionar en una pequeña obra, aunque en un corto período, las biografías y trabajos de los mas celebrados escritores españoles de este siglo»

Entre las obras de referencia de las que el autor se valió a la hora de tejer sus retazos biográficos, se cuentan las de Eugenio de Ochoa, un Corminas, Antonio Ferrer del Río, un Castellanos y Dionisio Hidalgo.